# Rami Al Hajj
Rami Al Hajj, tidigare Hajal, född 17 september 2001, är en svensk fotbollsspelare som spelar för engelska laget Plymouth Argyle FC. 

## Karriär
Al Hajj föddes i Libanon men fick sitt efternamn ändrat till Hajal när han flyttade till Sverige som tvååring. Den 15 september 2021 bytte han tillbaka sitt efternamn till Al Hajj.
Som sjuåring började han spela fotboll i Falkenbergs FF. Den 30 augusti 2018 värvades Al Hajj av Heerenveen. Al Hajj gjorde sin Eredivisie-debut den 18 januari 2020 i en 3–1-förlust mot Feyenoord, där han blev inbytt i den 80:e minuten mot Rodney Kongolo.
Den 14 juni 2023 värvades Al Hajj av danska OB, där han skrev på ett treårskontrakt.